# Акулов Петро Григорович
Аку́лов Петро́ Григо́рович (10 липня (27 червня) 1907 — 20 листопада 1964) — радянський офіцер, у роки Німецько-радянської війни — підполковник, командир 520-го стрілецького полку 167-ї стрілецької дивізії 38-ї армії 1-го Українського фронту, 1-го Українського фронту, Герой Радянського Союзу (10.01.1944), полковник. Член ВКП(б) із 1927 року.

## Біографія
Народився 27 червня (10 липня) 1907 в селі Ескінська Олонецької губернії (нині Каргопільського району Архангельської області) в сім'ї селян. За національністю російська. 1924 року закінчив неповну середню школу в Каргополі. Потім навчався у Вологодській совпартшколі, по закінченні якої у 1926 році був зарахований на службу в команду однорічників. У 1927 році склав іспит на командира взводу запасу. Працював учителем суспільствознавства в одній із шкіл Каргополя. Обирався секретарем Каргопільського райкому комсомолу (1927—1929), потім завідувачем агітпропотделом Каргопольського райкому ВКП(б) (1929—1930).
У РСЧА з 1930 року. До війни служив райвійськкомом у Котласі, Подосиновці, Білгороді.
Учасник Великої Вітчизняної війни з червня 1941 року на посаді начальника штабу 956-го стрілецького полку 299-ї стрілецької дивізії. У жовтні 1941 року призначений командиром 956-го стрілецького полку. 299-а стрілецька дивізія була розформована, і в грудні 1941 року Петра Григоровича перевели до штабу 50-ї армії, а звідти направили на курси командирів полків при Військовій академії імені М. В. Фрунзе, які він закінчив у травні 1942 року. У тому ж місяці призначено командиром 520-го стрілецького полку 167-ї стрілецької дивізії.
520-й стрілецький полк (167-а стрілецька дивізія, 38-а армія, 1-й Український фронт) під командуванням підполковника Акулова П. Г. 3—5 листопада 1943 року серед перших увійшов до міста Києва, де брав участь у запеклих боях у центральній частині міста.
Указом Президії Верховної Ради СРСР «Про присвоєння звання Героя Радянського Союзу генералам, офіцерському, сержантському та рядовому складу Червоної Армії» від 10 січня 1944 року за «зразкове виконання бойових завдань командування на фронті боротьби з німецько-фашистськими загарбниками і виявлені при цьому мужність та героїзм» удостоєний звання Героя Радянського Союзу з врученням ордена Леніна та медалі «Золота Зірка» (№ 2451).
Після війни служив командиром полку 38-ї армії Прикарпатського військового округу (червень 1945 — жовтень 1947), райвійськкомом у Мінську, (листопад 1947 — жовтень 1950), облвійськкомом Молодечненської області Білоруської РС9500 Після закінчення курсів при Військовій академії Генштабу Збройних Сил СРСР в 1952 отримав призначення на посаду начальника Оргмобвідділу штабу Далекосхідного військового округу, з травня 1956 по травень 1960 займав аналогічну посаду у Воронезькому військовому окрузі. У травні 1960 року вийшов у відставку у званні полковника.
Проживав у місті Воронежі. Помер 20 листопада 1964 року. Похований на Комінтернівському цвинтарі міста Воронеж.